# Pleuran
Pleuran – polisacharyd z grupy β-glukanów (beta-glukanów), występujący naturalnie w ścianach komórkowych niektórych gatunków grzybów, zwłaszcza w boczniaku ostrygowatym (Pleurotus ostreatus). Jest to β-(1,3/1,6)-D-glukan o właściwościach immunomodulujących.

## Struktura chemiczna
Pleuran jest nierozpuszczalnym β-glukanem, składającym się głównie z glukozy połączonej wiązaniami β-(1→3) z rozgałęzieniami β-(1→6). Taka struktura jest kluczowa dla jego aktywności biologicznej, szczególnie w kontekście oddziaływania na układ odpornościowy.

### Budowa cząsteczki i znaczenie rozgałęzień
W pleuranie dominującym typem wiązania jest β-(1→3), natomiast boczne rozgałęzienia przyłączone są najczęściej wiązaniami β-(1→6). Ta rozgałęziona struktura odgrywa kluczową rolę w jego działaniu biologicznym.
Stopień i rodzaj rozgałęzienia cząsteczki β-glukanu ma istotne znaczenie dla jego aktywności immunomodulującej. Badania wykazują, że:
- im bardziej rozgałęziona struktura β-glukanu, tym większa zdolność do aktywacji receptorów układu odpornościowego, takich jak dectyna-1 (Dectin-1) czy receptory TLR (Toll-like receptors),
- rozgałęzienia β-(1→6) umożliwiają lepsze wiązanie się cząsteczki do powierzchni komórek immunologicznych (np. makrofagów i komórek dendrytycznych),

Dobrze rozgałęziona struktura pleuranu β-(1→3/1→6) uważana jest za jeden z głównych czynników odpowiedzialnych za jego skuteczność w stymulowaniu odpowiedzi odpornościowej.

## Badania naukowe
W badaniu, opublikowanym w grudniu 2010 r., pleuran w dawce 100 mg dziennie wykazał działanie chroniące osłabione przez nadmierny wysiłek fizyczny, komórki układu odpornościowego (Komórki NK).
W innym badaniu, opublikowanym w 2011 r., wykazano wpływ pleuranu na zmniejszenie częstotliwości występowania infekcji górnych dróg oddechowych oraz zwiększenie ilości krążących komórek NK (ang. Natural Killer Cells).
W 2014 r., opublikowano również wyniki badania randomizowanego, kontrolowanego placebo, z podwójnie ślepą próbą, w którym wykazano antyalergiczne działanie pleuranu u dzieci z nawracającymi zakażeniami dróg oddechowych.